# Костенецькі

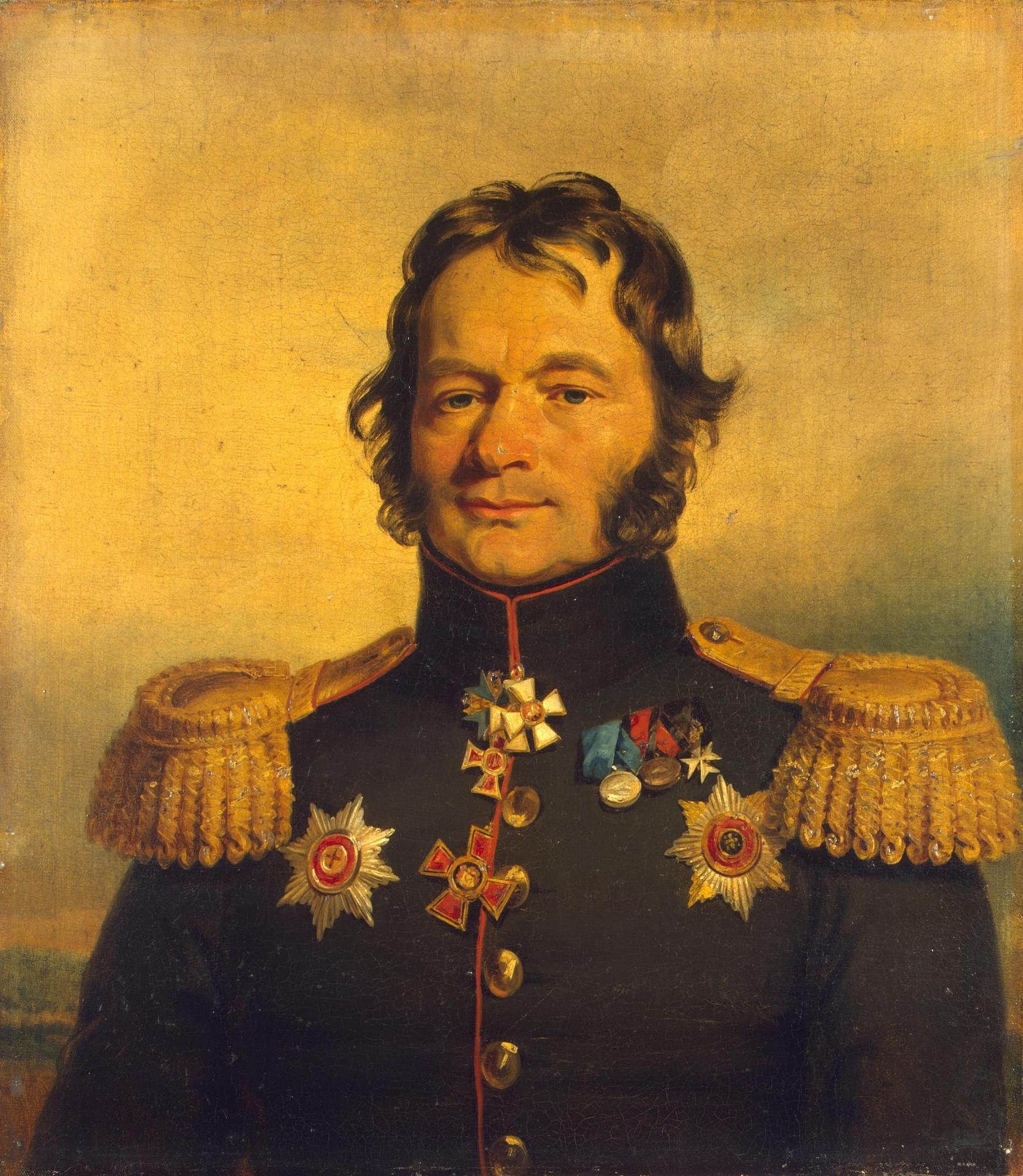
Відомий представник роду Костенецьких — генерал-лейтенант Василь Григорович (рос. «Василий Великий», 1766–1831).

Костене́цькі (ст.-укр. Костенецкіе), або зрідка Костяне́цькі — український старшинський і шляхетський, згодом — дворянський рід, який виник у XVII ст. під час Хмельниччини. Представники роду займали високі військові посади (полковники, сотники, бунчукові та значні товариші тощо) на Лівобережній Україні від гетьманування Івана Мазепи до скасування полкового устрою. Історично «родовим гніздом» був Конотоп і хутори поблизу.
У XVIII ст. закріпилась «династія Костенецьких», коли звання конотопського сотника фактично передавалось у спадок від батька до сина. Сумарно Костенецькі очолювали конотопську сотню 62 роки: Григорій Назарович (1708–1716, 1719–1727), Йосип Григорович (1727–1750), Федір Йосипович (1750 – ран. 1773). За непідтвердженою версією, це явище могло надихнути письменника Григорія Квітку-Основ'яненка на образ Микити Забрьохи в «Конотопській відьмі» (1833).
Після повалення Гетьманщини Костенецькі зрівнялись у правах з російськими дворянами, відповідно до «Жалуваної грамоти дворянству» імператриці Катерини II в 1785 році. У ХІХ ст. серед нащадків роду відзначились герой антинаполеонівських кампаній, генерал-лейтенант Василь Григорович (1766–1831) та громадський діяч, літератор, офіцер Яків  Іванович (1811–1885).